# Dierżawino (Tatarstan)
Dierżawino (ros. Державино) – wieś (sieło) w Rosji, w Tatarstanie, w rejonie łaiszewskim. W 2010 liczyła 455 mieszkańców.